# Cœur d'Alène (langue)
Pour les articles homonymes, voir Cœur d'Alène (homonymie).
Le cœur d'Alène (autonyme : Snchitsuʾumshtsn /snt͡ʃít͡suʔumʃt͡sn/) est une langue amérindienne de la famille des langues salish parlée aux États-Unis, dans la réserve qui porte le nom de la tribu, située dans le Nord de l'Idaho.
La langue est quasiment éteinte, mais il existe un programme de revitalisation de la langue.